# Hydrure de potassium
L'hydrure de potassium est un composé qui réagit avec l'eau pour libérer du dihydrogène.
{\displaystyle KH+H_{2}O\longrightarrow KOH+H_{2}}